# Rio Adour
O rio Adour (em basco:  Aturri, em occitano:  Ador) é um rio do sudoeste de França, que nasce nos Pirenéus junto do Col du Tourmalet, e desagua no oceano Atlântico, na Baía da Biscaia, perto de Bayonne. Tem 324 km de comprimento, dos quais os 15 km iniciais são conhecidos como Adour du Tourmalet. Na parte final do seu percurso faz de fronteira entre o País Basco francês e o departamento de Landes.
Entre as localidades banhadas pelo rio Adour encontram-se as seguintes:
- No departamento de Hautes-Pyrénées: Bagnères-de-Bigorre, Tarbes, Maubourguet
- No departamento de Gers: Riscle
- No departamento de Landes: Aire-sur-l'Adour, Dax, Tarnos
- No departamento de  Pyrénées-Atlantiques: Bayonne

Entre os seus afluentes estão os rios Échez, Arros, Léez, Gabas, Midouze, Louts, Luy, Gave de Pau, Bidouze, Aran, Ardanabia e Nive.

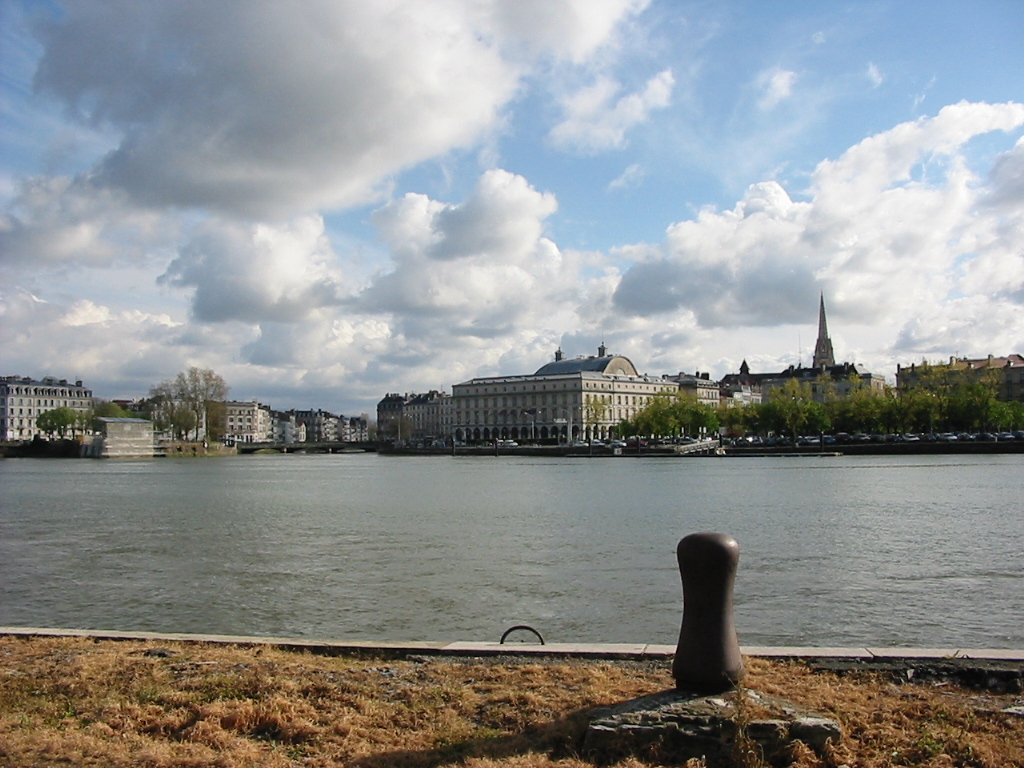
O rio Adour em Bayonne.